# Olasz labdarúgó-játékvezetők listája
Az alábbi lista a nevezetes olasz labdarúgó-játékvezetők nevét tartalmazza.
| Ábécé szerinti tartalomjegyzék                      |
| --------------------------------------------------- |
| A B C D E F G H I J K L M N O P Q R S T U V W X Y Z |

## A
- Giuseppe Adami (1915–2007) nemzetközi játékvezető
- Luigi Agnolin (1943–2018) nemzetközi játékvezető
- Angelo Amendolia (1951–2012) nemzetközi játékvezető
- Aurelio Angonese (1929–) nemzetközi játékvezető

## B
- Fabio Baldas (1949–) nemzetközi játékvezető
- Enzo Barbaresco (1937–) nemzetközi játékvezető
- Rinaldo Barlassina (1898–1946) nemzetközi játékvezető
- Livio Bazzoli (1956–) nemzetközi játékvezető
- Paolo Bergamo (1943–) nemzetközi játékvezető
- Giorgio Bernardi (1912–1988) nemzetközi játékvezető
- Gianni Beschin (1953–2021) nemzetközi játékvezető
- Robert Boggi (1955–2022) nemzetközi játékvezető
- Cosimo Bolognino (1959–) nemzetközi játékvezető
- Pietro Bonetto (1922–2005) nemzetközi játékvezető
- Stefano Braschi (1957–) nemzetközi játékvezető

## C
- Caironi Camillo (1900–1962) nemzetközi játékvezető
- Giulio Campanati (1923–2011) nemzetközi játékvezető
- Giuseppe Carpani (1907–1958) nemzetközi játékvezető
- Albino Carraro (1899–1964) nemzetközi játékvezető
- Paolo Casarin (1940–) nemzetközi játékvezető
- Piero Ceccarini (1953–) nemzetközi játékvezető
- Graziano Cesari (1956–) nemzetközi játékvezető
- Walter Cinciripini (1952–) nemzetközi játékvezető
- Pierluigi Collina (1960–) nemzetközi játékvezető

## D
- Antonio Damato (1972–) nemzetközi játékvezető
- Generoso Dattilo (1902–1976) nemzetközi játékvezető
- Pietro D’Elia (1946–) nemzetközi játékvezető
- Bruno De Marchi (1925–2007) nemzetközi játékvezető
- Massimo de Santis (1962–) nemzetközi játékvezető
- Anna De Toni (1976–) nemzetközi játékvezető

## F
- Stefano Farina (1962–2017) nemzetközi játékvezető
- Francesco Francescon (1928–) nemzetközi játékvezető
- Artemio Franchi (1922–1983) nemzeti játékvezető, sportvezető, az UEFA elnöke (1973–1983)

## G
- Giovanni Galeati (1901–1959) nemzetközi játékvezető
- Achille Gamma Malcher (1892–1958) nemzetközi játékvezető
- Agostino Gamba (1904–1988) nemzetközi játékvezető
- Carlo Gambarotta (1919–2004) nemzetközi játékvezető
- Sergio Gonella (1933–2018) nemzetközi játékvezető
- Henry Goodley (1880–1951) nemzetközi játékvezető
- Cesare Gussoni (1934–2024) nemzetközi játékvezető

## J
- Cesare Jonni (1917–2008) nemzetközi játékvezető

## L
- Tullio Lanese (1947–2025) nemzetközi játékvezető
- Riccardo Lattanzi (1934–1991) nemzetközi játékvezető
- Francesco Liverani (1912–1985) nemzetközi játékvezető
- Concetto Lo Bello (1924–1991) nemzetközi játékvezető
- Rosario Lo Bello (1945–) nemzetközi játékvezető
- Carlo Longhi (1944–) nemzetközi játékvezető

## M
- Pierluigi Magni (1947–2007) nemzetközi játékvezető
- Francesco Mattea (1895–1973) nemzetközi játékvezető
- Giovanni Mauro (1888–1958) nemzetközi játékvezető
- Gianfranco Menegali (1933–2016) nemzetközi játékvezető
- Domenico Messina (1962–) nemzetközi játékvezető
- Alberto Michelotti (1930–2022) labdarúgó, nemzetközi játékvezető
- Emidio Morganti (1966–) nemzetközi játékvezető

## O
- Vincenzo Orlandini (1910–1961) nemzetközi játékvezető
- Daniele Orsato (1975–) nemzetközi játékvezető

## P
- Pierluigi Pairetto (1952–) nemzetközi játékvezető
- Gianluca Paparesta (1969–) nemzetközi játékvezető
- Claudio Pieri (1940–2018) nemzetközi játékvezető

## R
- Gino Rigato (1920–1993) nemzetközi játékvezető
- Raoul Righi (1921–2013) nemzetközi játékvezető
- Nicola Rizzoli (1971–) nemzetközi játékvezető
- Gianluca Rocchi (1973–) nemzetközi játékvezető
- Roberto Rosetti (1967–) nemzetközi játékvezető

## S
- Antonio Sbardella (1925–2002) nemzetközi játékvezető
- Antonio Scamoni (1886–1977) nemzetközi játékvezető
- Giuseppe Scarpi (1900–1952) nemzetközi játékvezető
- Raffaele Scorzoni (1902–1975) nemzetközi játékvezető
- Silvia Tea Spinelli (1970–) nemzetközi játékvezető
- Loris Stafoggia (1955–2010) nemzetközi játékvezető

## T
- Paolo Tagliavento (1972–) nemzetközi játékvezető
- Paolo Toselli (1936–) nemzetközi játékvezető
- Matteo Trefoloni (1971–) nemzetközi játékvezető
- Alfredo Trentalange (1957–) nemzetközi játékvezető
- Fiorenzo Treossi (1959–) nemzetközi játékvezető

## V
- Carina Vitulano (1975–) nemzetközi játékvezető